# David Enoch
Pour les articles homonymes, voir Enoch.
David Enoch (né en 1971) est un éthicien et philosophe du droit qui s'intéresse à la philosophie morale, politique et juridique au sein de la tradition analytique. Il est codirecteur du Centre de philosophie morale et politique et titulaire de la chaire Rodney Blackman en philosophie du droit à l'université hébraïque de Jérusalem.

## Formation
Enoch obtient son baccalauréat ès arts en philosophie et son baccalauréat en droit de l'université de Tel Aviv en 1993. Il complète ensuite son doctorat en philosophie à l'université de New York en 2003.
Il est codirecteur du Centre de philosophie morale et politique et titulaire de la chaire Rodney Blackman en philosophie du droit à l'université hébraïque de Jérusalem depuis 2005.
Il est membre du Forum des professeurs de droit israéliens pour la démocratie, créé en 2023 pour analyser et aborder les diverses réformes proposées par le 37e gouvernement israélien pour changer le régime démocratique israélien.

## Philosophie
En métaéthique, Enoch défend le « réalisme robuste », la vision selon laquelle il existe des vérités morales objectives, universelles et non naturelles, des vérités que lorsque nous réussissons dans nos recherches morales, nous découvrons plutôt que créons, qui ne dépendent pas constitutivement sur nous et nos dispositions.
En philosophie politique, Enoch critique les versions rawlsiennes du libéralisme et développe un libéralisme non rawlsien, sensible aux préoccupations du monde réel  et qui tente d'incorporer les idées des critiques du libéralisme.
En philosophie du droit, Enoch critique les manières courantes de faire de la jurisprudence générale et travaille sur des questions normatives spécifiques concernant le droit, par exemple en ce qui concerne la chance morale et juridique ou le statut de la preuve statistique,.
En éthique, Enoch défend la déférence morale et l'opinion selon laquelle le consentement doit être compris de manière contrastée, qu'une distinction dans la valeur de l'autonomie aide à clarifier le statut du consentement hypothétique, et que l'intention-prévision Cette distinction est suspecte – surtout lorsqu’elle est appliquée à l’action de l’État.

## Prix et distinctions
Enoch est membre de l'Académie israélienne des sciences et lettres et de la Young Academy of Sciences of Israel.
Il est lauréat en 2009 du prix Cheshin décerné par l'université hébraïque de Jérusalem ; il reçoit en 2012 le Michael Bruno Memorial Award, en 2019 le prix Tzeltner et en 2021 le Prix Michael Landau.